# Christian Friedrich Freyer
Christian Friedrich Freyer (Wassertrüdingen, 25 augustus 1794 - Augsburg, 11 november 1885) was een gerenommeerd Duits entomoloog uit de negentiende eeuw.
Hij interesseerde zich reeds van in zijn jeugd aan vlinders. In 1820 vestigde hij zich in Augsburg, waar hij een ambtenarenbaan had. In zijn vrije tijd verzamelde hij ijverig vlinders. In 1828 publiceerde hij zijn eerste werk, Beiträge zur Geschichte europäischer Schmetterlinge mit Abbildungen nach der Natur. Hij werd conservator van de entomologische verzameling van de natuurhistorische vereniging van Augsburg.
In zijn Neuere Beiträge zur Schmetterlingskunde mit Abbildungen nach der Natur (1833-1858) beschreef hij 245 nieuwe vlindersoorten. Hij maakte zelf de illustraties, gekleurde kopergravures die zo veel mogelijk zowel rups, pop als imago voorstellen.
Hij werd erkend als een van de grote lepidopteristen van zijn tijd. Zijn nalatenschap bevindt zich in het Naturmuseum Senckenberg.

## Werken (selectie)
- 1828-1830: Beiträge zur Geschichte europäischer Schmetterlinge mit Abbildungen nach der Natur.
- 1833-1858: Neuere Beiträge zur Schmetterlingskunde mit Abbildungen nach der Natur.
- 1839: Die schädlichsten Schmetterlinge Deutschlands für Forstmänner, Lehrer, Oekonomen, Gartenbesitzer und Volksschulen.
- Die Falter der Merian. Systematisch bestimmt und erläutert und mit Anmerkungen versehen von C. F. Freyer in Augsburg.
- 1858: Die Falter in der Umgebung des kgl. Lustschlosses Hohenschwangau.
- 1860: Die Falter um Augsburg

## Hommage
L.G. Courvoisier noemde in 1920 een nieuw geslacht van de Lycaenidae naar hem: Freyeria.